# Manny Ayulo
Manuel Leaonedas Ayulo (Burbank, Kalifornija, SAD, 20. listopada 1921. – Indianapolis, Indiana, SAD, 16. svibnja 1955.) je bivši američki vozač automobilističkih utrka.
Ayulo se 1948. prvi put pokušao kvalificirati na utrku 500 milja Indianapolisa, no bez uspjeha. Nije se kvalificirao ni 1951., ali je tijekom utrke zamijeno Jacka McGratha i ciljem prošao kao treći, što mu je najbolji rezultat na toj utrci. Sljedeće godine natjeće se s konstruktorom Lesovky-Offenhauser, ali zbog problema na bolidu, utrku završava sa 16 krugova zaostatka za pobjednikom Troyem Ruttmanom. S konstruktorom Kuzma-Offenhauser, natjeće se 1953. S 4. mjesta na gridu, odustaje nakon 184 kruga zbog problema s motorom, iako je na kraju klasificiran kao 13. Na trinaestom mjestu završio je i 1954. s tri kruga zaostatka za pobjednikom Billom Vukovichem. U kvalifikacijama 1955. doživio je težak sudar, te kasnije preminuo. U Formuli 1 natjecao se samo na spomenutim utrkama Indianapolis 500.

## Indianapolis 500
| \| Sezona \| Momčad \| Šasija \| Motor \| Start \| Poredak \| \| ------ \| --------------- \| -------- \| ----------------- \| ----- \| ------- \| \| 1949. \| Sheffler \| Bromme \| Offenhauser4.5 L4 \| 33. \| odustao \| \| 1951. \| Hinkle \| KK300 \| Offenhauser4.5 L4 \| - \| 3.1 \| \| 1952. \| Coast Grain Co. \| Lesovsky \| Offenhauser4.5 L4 \| 28. \| 20. \| \| 1953. \| Schmidt \| Kuzma \| Offenhauser4.5 L4 \| 4. \| 13. \| \| 1954. \| Schmidt \| KK500C \| Offenhauser4.5 L4 \| 22. \| 13. \| - ^ Bolid je dijelio s Jackom McGrathom. - Manny Ayulo - History of Racing (eng.)[neaktivna poveznica] - Manny Ayulo na racing-reference.com |                 |          |                   |       |         |
| Sezona | Momčad          | Šasija   | Motor             | Start | Poredak |
| 1949. | Sheffler        | Bromme   | Offenhauser4.5 L4 | 33.   | odustao |
| 1951. | Hinkle          | KK300    | Offenhauser4.5 L4 | -     | 3.1     |
| 1952. | Coast Grain Co. | Lesovsky | Offenhauser4.5 L4 | 28.   | 20.     |
| 1953. | Schmidt         | Kuzma    | Offenhauser4.5 L4 | 4.    | 13.     |
| 1954. | Schmidt         | KK500C   | Offenhauser4.5 L4 | 22.   | 13.     |